# 诺姆·格列钦
诺姆·格列钦（英語：Norm Grekin，1930年6月22日—1981年9月29日），美国NBA联盟前职业篮球运动员。